# (37568) 1989 TP
1989 TP (asteroide 37568) é um asteroide da cintura principal. Possui uma excentricidade de 0.10032660 e uma inclinação de 22.75538º.
Este asteroide foi descoberto no dia 4 de outubro de 1989 por Eleanor F. Helin em Palomar.